# Велики сибирски ледени поход
Велики сибирски ледени поход (рус. Великий Сибирский Ледяной поход) је био последица пораза Беле армије против Црвене армије у Руском грађанском рату. Поход је био у јануару и фебруару 1920.
Након напуштања белогардејаца Омска и Томска царистичка војска генерала Владимира Капеља се упутила 2000 км дуж Транссибирске жељезнице према истоку до језера Бајкал код Иркутска. Због надирања Црвене армије белогардисти су спас тражили у походу према југу у Читу преко Бајкалског језера, које је било смрзнуто. Око 350.000 војника заједно са породицама и царевим златом је бежало у леденом мразу на температурама далеко испод нуле. Због јаких арктичких ветрова пуно се људи смрзнуло на самом језеру. На циљ је дошло око 20.000 људи. На путу је од озеблина (након ампутације ноге) умро и вођа генерал Владимир Капељ.
Језив призор смрзнуте војске је био видан све до доласка љета 1920. када се језеро одледило па су лешеви са опремом потонули на дно.